# Josef Ferschner

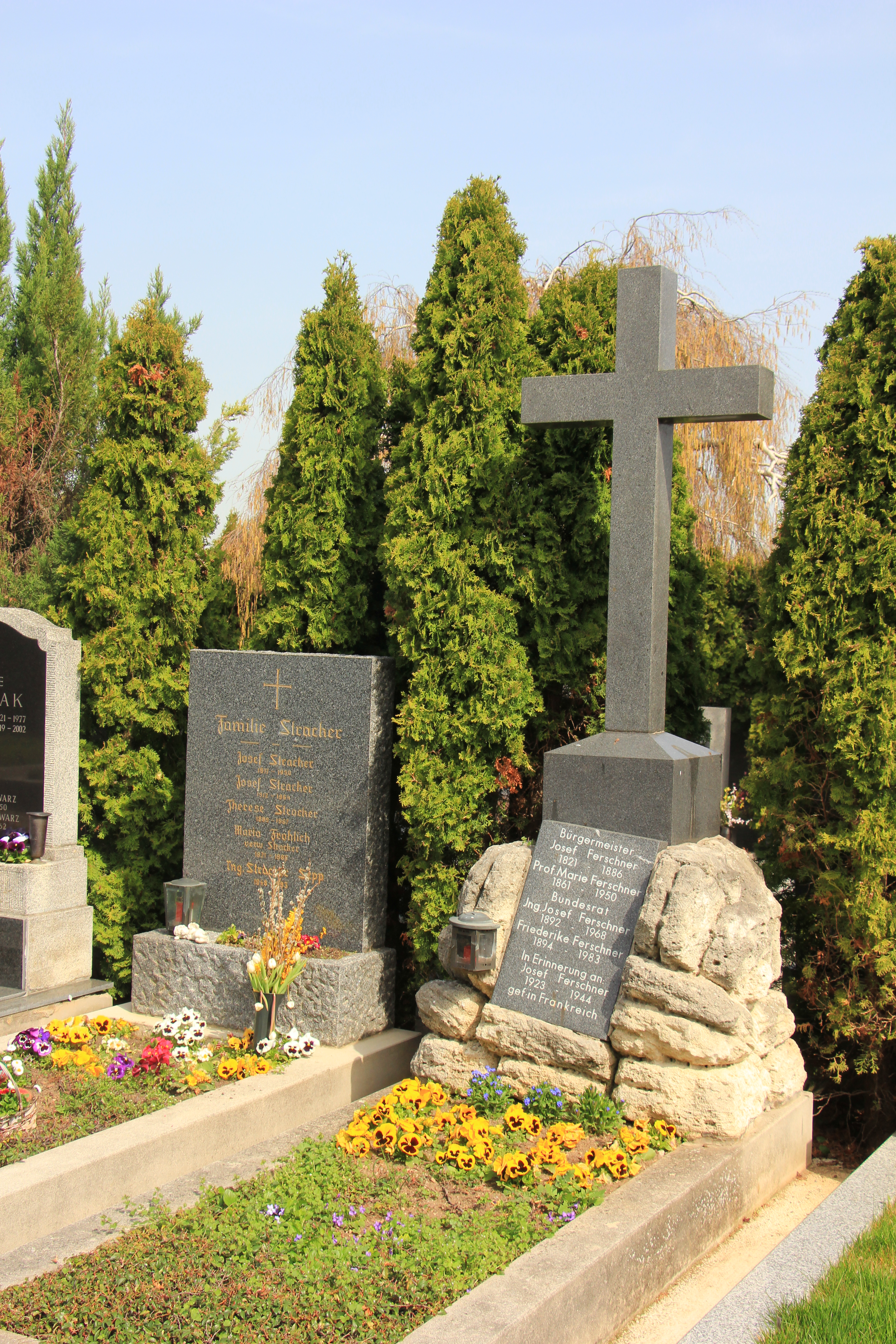
Familiengrab am Traiskirchner Friedhof

Josef Ferschner (* 1. Juli 1892 in Baden, Niederösterreich; † 19. November 1968 in Traiskirchen, Niederösterreich) war ein österreichischer Politiker (ÖVP).

## Leben
Josef Ferschner besuchte nach der Volksschule das Gymnasium in Baden, an welchem er im Jahr 1911 maturierte. Danach inskripierte er an der Hochschule für Bodenkultur in Wien, und legte 1916 die Staatsprüfung ab. Später übernahm der somit gelernte Forstingenieur den Bauernhof seiner Eltern.
1934 wurde Ferschner zum Bürgermeister von Traiskirchen gewählt, eine Funktion, die er nach dem Anschluss Österreichs, 1938, aufgeben musste. Nach dem Zweiten Weltkrieg wurde er zum Vizebürgermeister gewählt und blieb es über 15 Jahre von 1945 bis 1960.
Im November 1949 zog er für die ÖVP als Mitglied des Bundesrats in die zweite österreichische Parlamentskammer in Wien ein. Er blieb es fünf Jahre lang, bis November 1954.
Ihm zu Ehren trägt die Josef-Ferschner-Straße in Traiskirchen seinen Namen.